# Consiliul Federal Elvețian

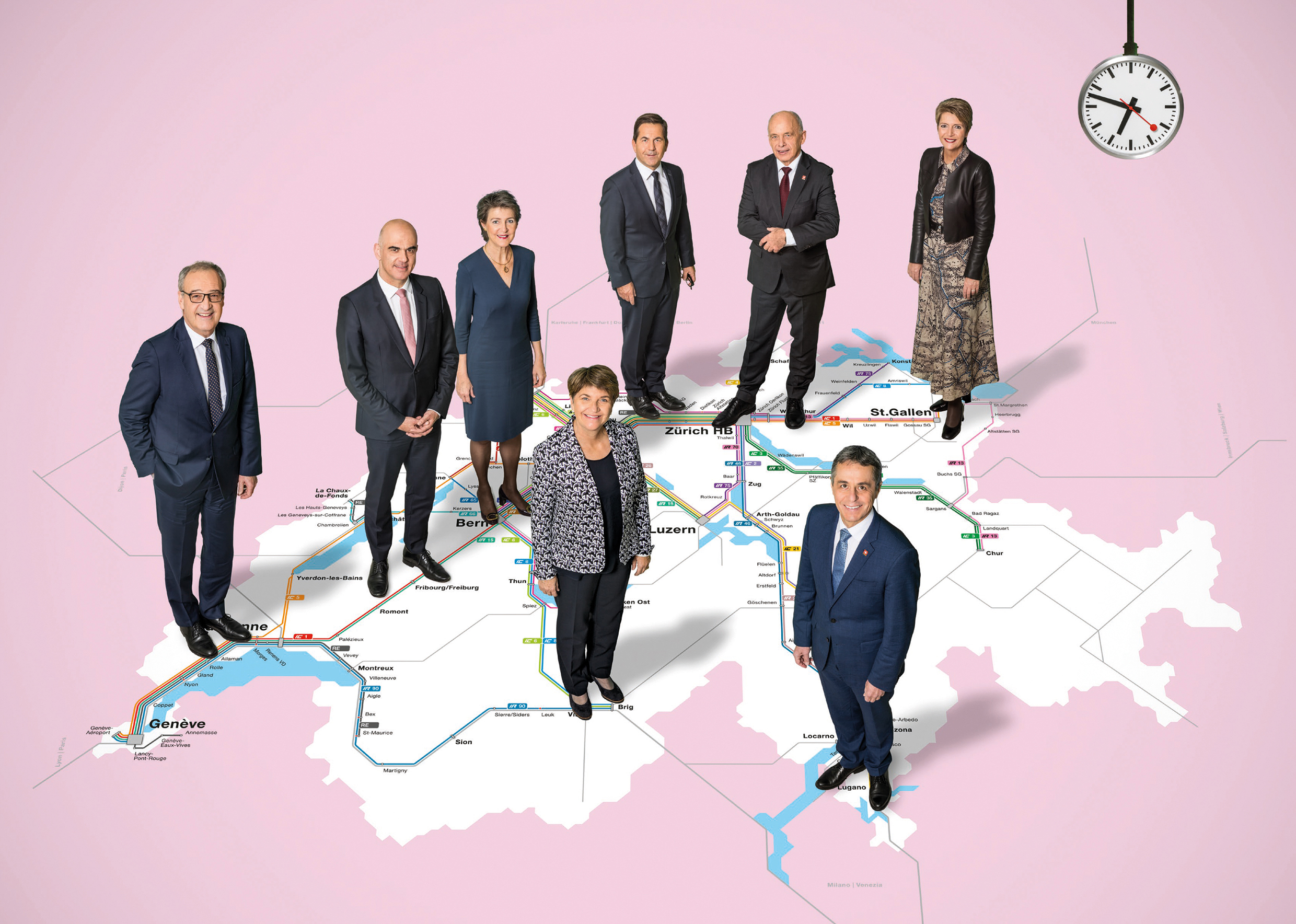
Consiliul Federal din 2022

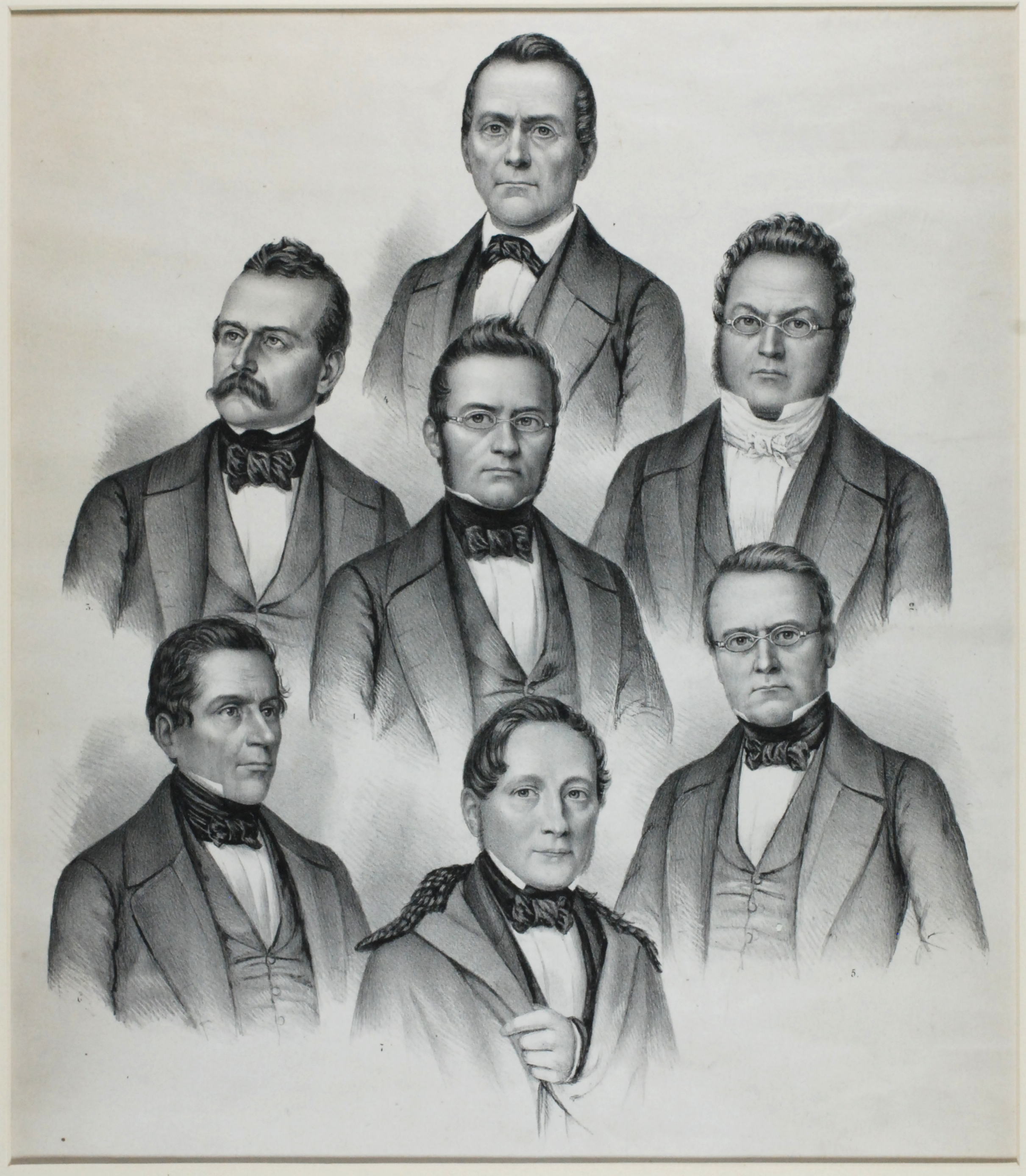
Primul Consiliu Federal din 1848

Consiliul Federal Elvețian (Bundesrat în germană, Conseil fédéral în franceză, Consiglio federale în italiană, respectiv Cussegl federal svizzer în retoromană) este un consiliu de șapte membri care conduce Elveția, asumându-și împreună puterile unui șef de stat federal. La acest grup se adaugă și un cancelar federal, împreună cu care se formează un grup de opt persoane care reprezintă organismul colectiv de conducere elvețian. 
Fiecare membru al consiliului este și șeful unui departament, având simultan și o funcție executivă a unui ministru. Rând pe rând, prin rotație, fiecare membru devine președintele confederației pentru un an, unde are mai multă putere executivă și reprezentativă decât ceilalți șase membri.
După alegerile federale din 10 decembrie 2003, membrii consiliului au fost
- Christoph Blocher
- Micheline Calmy-Rey
- Pascal Couchepin
- Joseph Deiss
- Moritz Leuenberger
- Hans-Rudolf Merz
- Samuel Schmid

Astăzi componența consiliului este modificată cu doi noi membri; Doris Leuthard și Eveline Widmer-Schlumpf sunt înlocuitoarele lui Christoph Blocher, respectiv al lui Joseph Deiss. Astfel, Cei Opt, cum sunt adesea numiți în Elveția, prezintă una din cele mai echilibrate conduceri ale unui stat democratic din lume, patru femei și patru bărbați. 